# Gebel Barkal
Gebel Barkal hay còn gọi là Jebel Barkal (tiếng Ả Rập: جبل بركل) là ngọn núi nhỏ nằm cách thủ đô Khartoum khoảng 400 km về phía bắc, trong thị trấn Karima của miền Bắc Sudan, trên một đoạn uốn cong lớn của sông Nile, trong khu vực được gọi là Nubia. Ngọn núi này cao 98 m, đỉnh núi tương đối phẳng, và dường như đã được sử dụng như một là nơi dừng chân cho các thương nhân trên các tuyến đường quan trọng giữa Trung Phi, Ả Rập và Ai Cập, nơi mà họ có thể dễ dàng vượt qua được sông Nile. Năm 2003, ngọn núi này cùng với khu vực khảo cổ thành phố cổ đại Napatan, được công nhận là di sản thế giới của UNESCO.

## Lịch sử
Năm 1450 Trước công nguyên, Pharaoh Thutmose III mở rộng đế chế của mình đến vùng này và coi Gebel Barkal là giới hạn phía nam của vương quốc. Ở đó, ông đã xây dựng thành phố Napata gần đó, khoảng 300 năm sau đó, nó trở thành thủ đô của vương quốc độc lập Kush. Vị vua thứ 25 của xứ Nubia là Piye sau rất nhiều lần mở rộng vương quốc mới của mình đã cho xây dựng đền thờ Amun ở thành phố này và dựng tấm bia bên trong đó nhằm ghi chép lại những kỳ công trong chiến tranh mở rộng quyền lực.

## Khảo cổ
Xung quanh Gebel Barkal bao gồm ít nhất 13 ngôi đền và 3 cung điện, lần đầu tiên được mô tả bởi những nhà thám hiểm châu Âu trong những năm 1820. Năm 1862, năm bản khắc từ thời kỳ trung gian thứ ba đã được một sĩ quan Ai Cập tìm được và chuyển nó tới Bảo tàng Cairo, và năm 1916 các nhà khoa học khảo cổ thực hiện một cuộc khai quật lớn được thực hiện bởi một đoàn thám hiểm chung của Đại học Harvard và Bảo tàng Mỹ thuật Boston dưới sự chỉ đạo của George Reisner. Từ những năm 1970, một nhóm nghiên cứu từ Đại học Rome La Sapienza, dưới sự chỉ đạo của Sergio Donadoni, và một nhóm nghiên cứu thuộc Bảo tàng Boston trong những năm 1980, dưới sự chỉ đạo của Timothy Kendall tiếp tục khám phá khu vực này. Các ngôi đền lớn như ngôi đền của thần Amun, tới ngày nay vẫn được coi là khu vực thiêng liêng đối với người dân địa phương.
Gebel Barkal giống như là một nghĩa trang hoàng gia trong thời Vương quốc Meroitic. Các ngôi mộ sớm nhất có niên đại vào thế kỷ thứ 3 trước Công nguyên như là mộ của vua Teriqas (khoảng 29-25 TCN), nữ hoàng Nawidemak (thế kỷ trước Công nguyên 1) hay vua Aktisanes (thế kỷ thứ 3 trước Công nguyên)...

## Hình ảnh

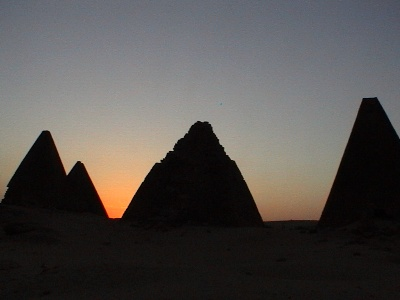
Kim tự tháp gần Jebel Barkal
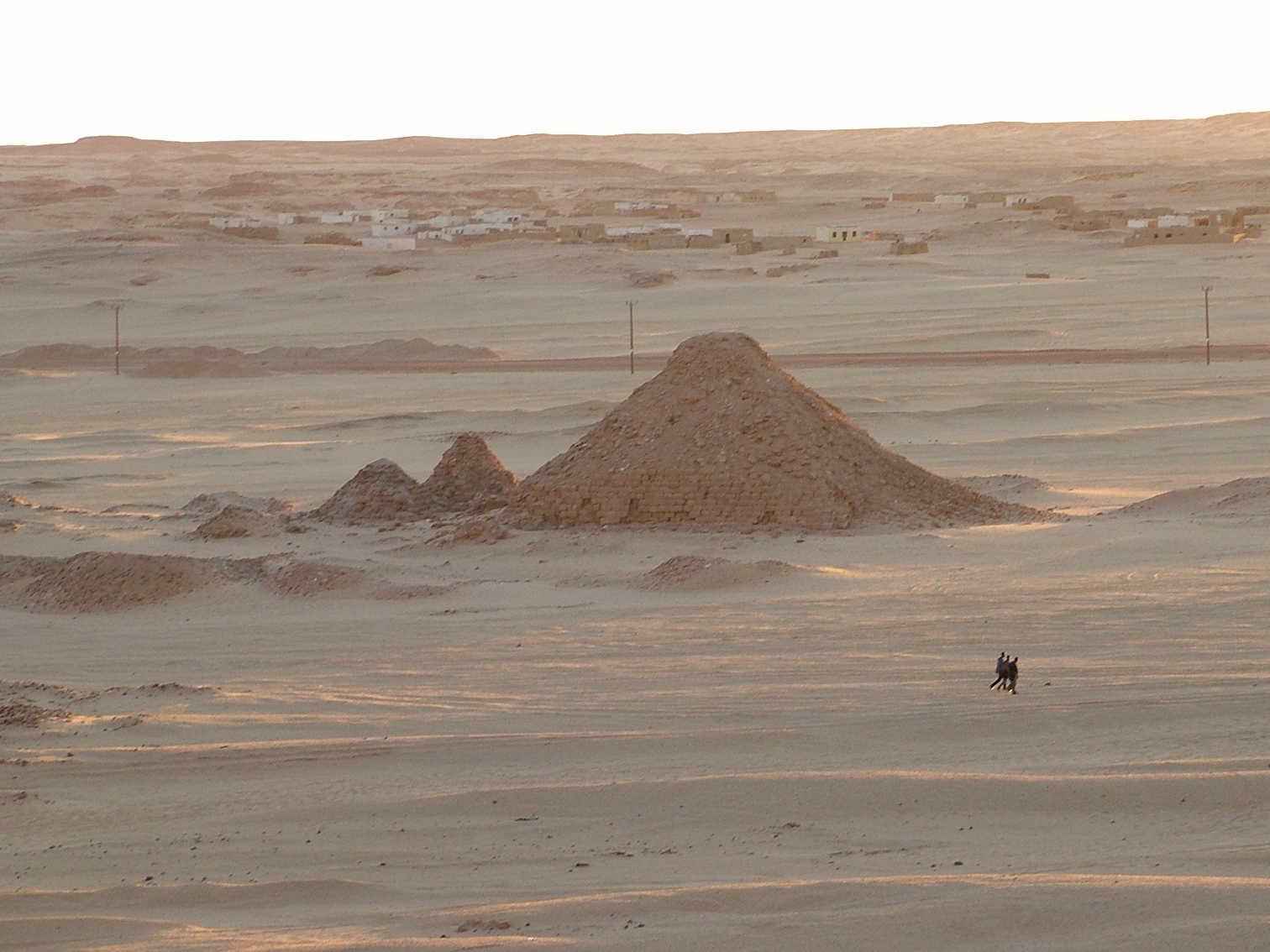
Nhóm kim tự tháp phía nam
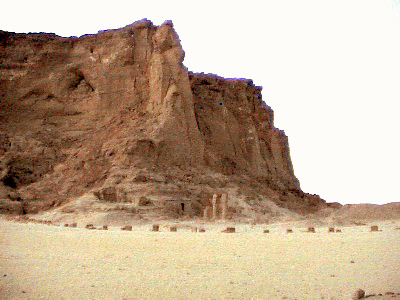
Những trụ cột đứng cuối cùng của ngôi đền của Amun ở Napata, chân núi Jebel Barkal.